# Lison-Pramaggiore Chardonnay
Il Lison Pramaggiore Chardonnay è uno dei vini cui è riservata la DOC Lison-Pramaggiore.

## Caratteristiche organolettiche
- colore: giallo paglierino.
- odore: fine, caratteristico, elegante, nobile.
- sapore: asciutto, morbido, invitante e finissimo.

## Produzione
Provincia, stagione, volume in ettolitri
- Pordenone  (1990/91)  267,39
- Pordenone  (1991/92)  280,69
- Pordenone  (1992/93)  380,45
- Pordenone  (1993/94)  549,25
- Pordenone  (1994/95)  627,58
- Pordenone  (1995/96)  514,78
- Pordenone  (1996/97)  535,85
- Treviso  (1990/91)  1425,97
- Treviso  (1991/92)  1413,09
- Treviso  (1992/93)  1830,71
- Treviso  (1993/94)  1828,89
- Treviso  (1994/95)  1546,51
- Treviso  (1995/96)  620,83
- Treviso  (1996/97)  831,04
- Venezia  (1990/91)  1401,76
- Venezia  (1991/92)  7455,13
- Venezia  (1992/93)  8563,24
- Venezia  (1993/94)  8496,24
- Venezia  (1994/95)  8290,26
- Venezia  (1995/96)  7237,88
- Venezia  (1996/97)  9479,81